# Wolf unter Wölfen
Wolf unter Wölfen ist ein Roman von Hans Fallada aus dem Jahre 1937. Die Geschichte spielt im Inflationsjahr 1923. Der Roman wurde 1964 verfilmt.

## Inhalt
Der Titelheld Wolfgang Pagel, Sohn aus gutsituierter Familie, hat sich mit seiner verwitweten Mutter überworfen und lebt vom Glücksspiel. Als er ausgerechnet in der Nacht vor seiner Hochzeit alles verliert, begibt er sich im inflationsgeschüttelten Berlin auf die Suche nach Geld. Während Wolfgang immer weiter getrieben wird, wird seine Freundin Petra Ledig von der Vermieterin Frau Thumann, nur unzureichend bekleidet, aus der Wohnung geworfen, und wegen ihres Aufzugs von der Polizei festgenommen.
Wolfgang trifft schließlich vollkommen abgebrannt auf einen ehemaligen Vorgesetzten vom Militär, Rittmeister von Prackwitz, und lässt sich von diesem überreden, ihm auf seinem Gut Neulohe als Verwalter beizustehen.
Auf Neulohe gerät Wolfgang Pagel in einen familiären und politischen Sumpf. Rittmeister von Prackwitz weiß nicht, woher er Arbeiter für die Ernte bekommen und wie er seinem Schwiegervater die Pacht zahlen soll. Frau von Prackwitz liebt weder ihren Mann noch ihren Vater, möchte aber die geordneten Verhältnisse erhalten. Das fünfzehnjährige Töchterchen Violet hat eine heimliche Affäre mit dem Freikorps-Leutnant Fritz, der einen Putsch gegen die Demokratie plant, wird aber von dem zwielichtigen Diener Hubert Räder erpresst. Gutsinspektor Meier betrügt seine Herrschaft. Und Sophie Kowalewski, die Tochter des Leutevogts, verhilft ihrem im Zuchthaus sitzenden Verlobten zur Flucht. Je mehr die Verhältnisse auf Neulohe aus den Fugen geraten, desto mehr findet Wolfgang Pagel zu seinem eigenen inneren Gleichgewicht zurück, zumal er erfährt, dass Petra in Berlin eine sichere Arbeit gefunden hat und von ihm schwanger ist. Als in Neulohe schließlich trotz seiner Bemühungen wirklich alles auseinanderfällt und es zur familiären Katastrophe kommt, kehrt er nach Berlin zurück, söhnt sich mit Petra und seiner Mutter aus und beginnt ein Studium.

## Stil und Interpretationsansatz
Rund um die Geschichte Wolfgang Pagels siedelt Fallada verschiedene Nebenhandlungen an, die ein realistisches Bild des verrückten, überdrehten Inflationsjahres in der Stadt und der zusammenbrechenden Ordnung auf dem Land geben. Diese „Nebenhandlungen“ stehen allerdings nicht abseits einer Haupthandlung oder sind in sich geschlossen. Bestimmte Kapitel versieht Fallada mit vorangehenden Informationen, in denen der Wert von Mark und Dollar gegenübergestellt und so die prekäre Situation der Protagonisten bildlich gemacht wird.
Wolf unter Wölfen ist ein komplexes Gesellschaftsportrait, in dem die Härte und die egoistischen Motive der einzelnen Protagonisten zum Tragen kommen. Auf Grund seiner „protagonistisch-subjektiven“ Schreibweise kann der Leser die Gedankengänge der Hauptpersonen, so abstrakt oder pervers diese auch sein mögen, nachvollziehen. Die Figuren entsprechen nicht bloß ihrem Rollenmuster, sondern vereinen Widersprüche, Eigenheiten, Ansichten und Entwicklungspotential in sich. Dabei ist Falladas Erzählstil nie abgehoben oder intellektuell, sondern stets volksnah. 
Der Titel Wolf unter Wölfen ist eine Anspielung auf die insbesondere von Thomas Hobbes vertretene Maxime „homo homini lupus“ („der Mensch ist dem Menschen ein Wolf“). Das zentrale Motiv ist die Anonymität des Einzelnen in einer Welt, in der jeder nur nach seinen eigenen egoistischen Maßstäben handelt, was Parallelen zur heutigen Moderne aufwirft. Wolf unter Wölfen ist damit auch ein politisches Werk, das, ohne zu moralisieren oder den Zeigefinger zu erheben, die Lage der damaligen Zeit in einer realistischen Form nachzeichnet. Dennoch bleiben Güte und die Menschlichkeit nicht auf der Strecke, sondern erweisen sich immer wieder und nehmen auch in der Liebesgeschichte von Wolfgang Pagel und Petra Ledig mit zuweilen romantischen Szenen großen Platz ein. 
Wolf unter Wölfen ist in seiner Komplexität von Handelnden und Handlung eine episch angelegte Charakterstudie und ein „Klassiker“ der deutschen Literatur. Falladas Werk ist mit seinem nüchternen, dialoglastigen Erzählstil charakteristisch für die Epoche der Neuen Sachlichkeit.

## Adaptionen
Der Roman wurde 1964 als DEFA-Fernseh-Vierteiler unter dem Titel Wolf unter Wölfen verfilmt. Regie führte Hans-Joachim Kasprzik. Armin Mueller-Stahl spielte die Titelrolle. Es war die erste DEFA-Produktion, die auch in Westdeutschland gezeigt wurde. 
Søren Nils Eichbergs gleichnamige Oper nach dem Roman mit einem Libretto von John von Düffel wurde im November 2019 am Theater Koblenz uraufgeführt.